# La Trinité-sur-Mer
La Trinité-sur-Mer (en bretón An Drinded-Karnag) es una comuna francesa situada en el departamento de Morbihan, de la región de Bretaña.

## Demografía
| 1 533 | 1 530 | 1 404 | 1 477 | 1 433 | 1 530 | 1 639 | 1 610 |
| Para los censos de 1962 a 1999 la población legal corresponde a la población sin duplicidades (Fuente: INSEE [Consultar]) |       |       |       |       |       |       |       |

## Hijos ilustres
- Jean-Marie Le Pen (1928 - 2025), político.